# Hypodermella laricis
Hypodermella laricis är en svampart som beskrevs av Tubeuf 1895. Hypodermella laricis ingår i släktet Hypodermella och familjen Rhytismataceae.   Inga underarter finns listade i Catalogue of Life.